# پفی‌مرغ راه‌راه شرقی
پفی‌مرغ راه‌راه شرقی (نام علمی: Nystalus striolatus) گونه‌ای از پرندگان خانواده پفی‌مرغان (Bucconidae) (شامل پفی‌مرغ‌ها، راهبک‌ها و مرغ‌های راهبه) است که در بولیوی و برزیل یافت می‌شود.